# Ведмедиця кропив'яна
Ведмедиця кропив'яна (лат. Spilosoma urticae) — метелик з родини ведмедиць.

## Морфологічні ознаки
Розмір становить 16-21 мм. Розмах крил — 38-46 мм. Крила білі у обох статей, з рідкісними темними точками, у самиць зазвичай більш численними і збудованими в ряд у вершини передніх крил. Дуже схожа на ведмедицю м'ятну, відмінності полягають у наступному: по-перше, як правило, у ведмедиці м'ятної чорні крапки на передніх крилах більш численні, ніж у ведмедиці кропив'яної, по-друге, у ведмедиці м'ятної стрижень вусика чорного кольору, тоді як у ведмедиці кропив'яної — білий. Хоботок редукований.

## Поширення
Поширена у Європі, на Кавказі, у Середній Азії, Сибіру, Далекому Сході.
Віддає перевагу лукам і болотистій місцевості.

## Особливості біології
Літ метеликів з другої половини червня до липня.
Гусениці темно-коричневі, зі світлою лінією вздовж спини; живуть на кропиві, щавлі та інших травах.